# Mostra Curta Fantástico
A Mostra Curta Fantástico foi criada em 2006, por iniciativa de Vivi Amaral e Edu Santana, da produtora Fly Cow, com o objetivo de exibir a versatilidade do gênero fantástico nas diferentes regiões do país.
Nos dois primeiros anos, a Mostra foi realizada na Ilha Comprida, no litoral sul de São Paulo, e não emitiu nenhum tipo de premiação. Através do Departamento de Cultura, desde o início o evento contou com o apoio da Secretaria de Cultura do Estado de São Paulo e da Prefeitura Municipal de São Paulo.
O público ao final chegou ao total de 2 mil pessoas.
Na primeira edição foram recebidos uma média de 70 filmes. Na segunda, 77 filmes. Em 2008 o recorde foi batido de vez, e a Mostra recebeu mais de 170 filmes de toda a américa Latina.
Além disso, em 2008 a Mostra passou para a capital de São Paulo, com premiações em dinheiro para o "Melhor Cartaz", e outros prêmios de júri e público para os melhores filmes exibidos.